# SJ T45 sorozat
Az SJ T45 sorozat egy svéd Bo'Bo' tengelyelrendezésű dízel-villamos erőátvitelű dízelmozdony-sorozat. Az ASEA gyártotta 1971 és 1972 között. Összesen 5 db készült a sorozatból. Az SJ és egyéb iparvasutak használják. A sorozat az ASEA egyetlen dízelmozdony-sorozata volt.